# Haarlem College
Haarlem College is een school voor vmbo (lwoo, basisberoepsgerichte leerweg, kaderberoepsgerichte leerweg, gemengde leerweg en theoretische leerweg) en havo in de Nederlandse stad Haarlem.
Het Haarlem College maakt deel uit van de Dunamare Onderwijsgroep.

## Geschiedenis
De school komt voort uit de samenvoeging van een aantal vmbo-locaties in Haarlem die sinds 2006 deels onder de overkoepelende naam 'Laurens Janszoon Coster College' (LJC2) samenwerkten. Dit LJC2 is weer ontstaan uit een samenwerking tussen het voormalige Damiate College en het Linnaeus College Haarlem. 
Sinds het bestaan van het LJC2 heeft een groot aantal verplaatsingen van leerlingstromen, splitsingen van leerlingstromen en wijzigingen van gebouwen plaatsgevonden. De verschillende locaties zijn met ingang van 1 augustus 2010 samengebracht in één nieuwbouwlocatie. 
De school heet officieus het Haarlem College en functioneert als één school, maar officieel is er sprake van twee aparte scholen met aparte BRIN-nummers, te weten 02KM en 25FU. Het ministerie van OCW heeft bij brief van 27 juli 2010 aan de voorzitter van het college van bestuur dit ook kenbaar gemaakt: het zijn officieel twee aparte scholengemeenschappen. Gezien het ontbreken van een betrouwbare, de realiteit weergevende, toezichthistorie heeft de inspectie besloten deze school te beschouwen als een nieuwe school zonder opbrengsten. De komende jaren zullen de opbrengstgegevens opnieuw worden opgebouwd.
In het schooljaar 2024/25 startte de school met een havo-afdeling, bij wijze van proef. Deze proef bleek succesvol en in het volgende schooljaar zal deze afdeling worden voortgezet.